# Sant Martin de Vila-real
Sant Martin de Vilareal (en francès Saint-Martin-de-Villeréal) és un municipi francès situat al departament d'Òlt i Garona i a la regió de la Nova Aquitània.

## Demografia
| 1962                                       | 1968 | 1975 | 1982 | 1990 | 1999 | 2007 |
| ------------------------------------------ | ---- | ---- | ---- | ---- | ---- | ---- |
| 123                                        | 133  | 113  | 112  | 112  | 93   | 104  |
| Des de 1962: població sense dobles comptes |      |      |      |      |      |      |

## Administració
| Període   | Identitat      | Partit |
| --------- | -------------- | ------ |
| 1977-2008 | Pierre Landas  |        |
| 2008-     | Patrick Landas |        |